# シリアの国章
シリアの国章（シリアのこくしょう）はシリアの象徴の一つ。この国章はシリアの鷹あるいはクライシュの鷹と呼ばれる鷹を描いている。フランスからの独立以降、エジプトとの短期間の統合（アラブ連合共和国）を除いて、クライシュの鷹は一貫してシリアの全政権で採用されてきた。なおアラブ連合共和国はサラディンの鷲と呼ばれるシンボルを用いていた。
2025年7月3日にシリア移行政府が制定した国章は、バアス党政権からの解放を表現している。これまで鷹はシリアの国旗が描かれた盾を抱えていたが、戦争を想起させることから排除された。国旗の3つの星は盾から「解放」され、鷹の頭上に配置された。翼の羽は合計14枚で、シリア全土の14県を表す。尾の5枚の羽はシリアを構成する東西南北と中央の5つの地域を表し、各地域の融和と統一の旗印としている。

## 過去の国章
独立からバアス党政権までの国章は、鳥を用いた紋章の多くとは異なり右を向いていた。バアス党政権の国章は、胸にはシリアの国旗を縦向けにした盾を抱え、2本の月桂樹の枝が交差している。鷹は足のかぎづめで「シリア・アラブ共和国（Al Jumhuriyah al Arabiyah as Suriyah、アラビア語: الجمهورية العربية السورية）」と書かれた帯を持っている。
バアス党政権崩壊後、シリア暫定政府ではバアス党政権の国章を基に、鷹を左向きに変更し、国旗を新国旗に取り替えたものが事実上国章として使われた（シリア・アラブ共和国憲法宣言など）。

1919年から1920年までの、シリア・アラブ王国の国章
1945年から1958年までの国章
1958年から1961年までの間、エジプトと統合しアラブ連合共和国を形成していた際の国章
1961年から1963年までの国章
1963年から1972年までの国章
1972年から1977年まで、エジプトおよびリビアとアラブ共和国連邦を形成していた際の国章。シリアでは1980年まで使用された
1980年から2024年までの、シリアの国章
2024年から2025年までの、シリア暫定政府とシリア移行政府の事実上の国章